# Re del Kent
La tabella contiene una lista dei re del Kent. 
Nella terza colonna è presente il titolo in latino e, sotto, il titolo in antico inglese. I foni þ e ð corrispondevano a due fonemi distinti (th dura e dolce). Il carattere 7 rappresentava il & usato nella scrittura contemporanea anglosassone.

## Elenco dei Re del Cantware (Kent)
| Durata Regno                                         | Reggente                        |                                                                    | Note                                                     |
| ---------------------------------------------------- | ------------------------------- | ------------------------------------------------------------------ | -------------------------------------------------------- |
| dal 455 al 488 - datazione incerta                   | Hengest (Hengist)               | HENGEST VVIHTGILSING CANTVVARE CYNING HENGEST REX CANTVVARVM       | Regnò col fratello Horsa. Fu padre di Oisc o di Octa     |
| dal 455 (o 449) al 488 - datazione incerta           | Horsa                           | HORSA VVIHTGILSING CANTVVARE CYNING HORSA REX CANTVVARVM           | Diventa re con suo fratello Hengest; ucciso in battaglia |
| dal 488 al 512/516 - datazione incerta               | Oisc (Oesc, Aesc, Oeric)        | ÆSC HENGESTING CANTVVARE CYNING ÆSC REX CANTVVARVM                 |                                                          |
| dal 512/516 al 534/540                               | Octa (Octha)                    | OCTA ÆSCING CANTVVARE CYNING OCTA REX CANTVVARVM                   |                                                          |
| dal 534/540 al 564/580                               | Eormenric                       | EORMENRIC OCTING CANTVVARE CYNING EORMENRIC REX CANTVVARVM         |                                                          |
| dal 564/580 al 24 febbraio 616                       | Æthelbert                       | ÆÞELBRYHT EORMENRICING CANTVVARE CYNING ÆÞELBRYHT REX CANTVVARVM   |                                                          |
| dal febbraio 616 al 20 gennaio 640                   | Eadbald                         | EADBALD ÆÞELBRYHTING CANTVVARE CYNING EADBALD REX CANTVVARVM       |                                                          |
| dal gennaio 640 al 14 luglio 664                     | Eorcenberht                     | EORCENBRYHT EADBALDING CANTVVARE CYNING EORCENBRYHT REX CANTVVARVM |                                                          |
| dal luglio 664 al 4 luglio 673                       | Egbert                          | ECGBRYHT EARCONBRYHTING CANTVVARE CYNING ECGBRYHT REX CANTVVARVM   |                                                          |
| dal luglio 673 al 6 febbraio 685                     | Hlothhere                       | HLOÞHERE EARCONBRYHTING CANTVVARE CYNNING HLOÞHERE REX CANTVVARVM  |                                                          |
| dal febbraio 685 all'agosto 686                      | Eadric                          | EADRIC ECGBRYHTING CANTVVARE CYNING EADRIC REX CANTVVARVM          |                                                          |
| dal 686 al 687                                       | Mul                             |                                                                    | Vice-re del Kent                                         |
| dal 676 al 692                                       | Swaefheard (Suaebhard, Webhard) | SVVÆFHARD CANTVVARE CYNING SVVÆFHARD REX CANTVVARVM                |                                                          |
| 689                                                  | Swaefberht                      | GEBERTUS SUEBERTUS REX CANTUARIORUM                                | insiemo con Oswine                                       |
| dal 688 al 690                                       | Oswine                          | OSVVINI CANTVVARE CYNING OSVVINI REX CANTVVARVM                    | In conflitto con Hlothhere dal 673                       |
| dal 690 al 23 aprile 725                             | Wihtred                         | VVIHTRED ECGBRYHTING CANTVVARE CYNING VVIHTRED REX CANTVVARVM      |                                                          |
| dal 725 (o 754?) al 748 (o 762?)                     | Eadbert I                       | EADBRYHT VVIHTREDING CANTVVARE CYNING EADBRYHT REX CANTVVARVM      |                                                          |
| dal 725 al 730                                       | Æthelbert II                    | ÆÞELBRYHT VVIHTREDING CANTVVARE CYNING ÆÞELBRYHT REX CANTVVARVM    |                                                          |
| Soggetto alla Signoria di Mercia                     |                                 |                                                                    |                                                          |
| dal 730 al 762                                       | Æthelbert II                    | ÆÞELBRYHT VVIHTREDING CANTVVARE CYNING ÆÞELBRYHT REX CANTVVARVM    | Continua il regno                                        |
| dal 747 al c.765?                                    | Eardwulf                        | EARDVVLF EADBRYHTING CANTVVARE CYNING EARDVVLF REX CANTVVARVM      |                                                          |
| dal 759 al c.764                                     | Sigered                         | SIGERED CANTVVARE CYNING SIGERED REX CANTVVARVM                    |                                                          |
| dal 762 al 764                                       | Eanmund                         | EANMVND CANTVVARE CYNING EANMVND REX CANTVVARVM                    | Forse lo stesso Ealhmund sotto?                          |
| dal 764 al c.771                                     | Heaberht                        | HEABRYHT CANTVVARE CYNING HEABERHT REX CANTVVARVM                  |                                                          |
| dal 764 al c.784                                     | Egbert II                       | ECGRIHT CANTVVARE CYNING ECGRIHT REX CANTVVARVM                    |                                                          |
| dal 784 al c.785                                     | Ealhmund                        | EALHMVND CANTVVARE CYNING EALHMVND REX CANTVVARVM                  |                                                          |
| Conquistato e governato da Offa di Mercia (785–796). |                                 |                                                                    |                                                          |
| dal 796 al 798                                       | Eadberht III Præn               | EADBRYHT PRÆN CANTVVARE CYNING EADBRYHT REX CANTVVARVM             | Deposto da Coenwulf of Mercia                            |
| dal 798 all'807                                      | Cuthred                         | CVÞRED CANTVVARE CYNING CVÞRED REX CANTVVARVM                      | Probabilmente un re fantoccio                            |
| dal 798? o 807?                                      | Eadwald                         | EADVVALD CANTVVARE CYNING EADVVALD REX CANTVVARVM                  | Regna intorno a questi anni                              |
| dall'807? all'825                                    | Baldred                         | BALDRED CANTVVARE CYNING BALDRED REX CANTVVARVM                    | Espulso da Egberto del Wessex                            |